# Kylancha, Ramanagara
Kylancha là một làng thuộc tehsil Ramanagara, huyện Ramanagara, bang Karnataka, Ấn Độ.